# Serbsko-grecki spór kościelny (1346–1375)

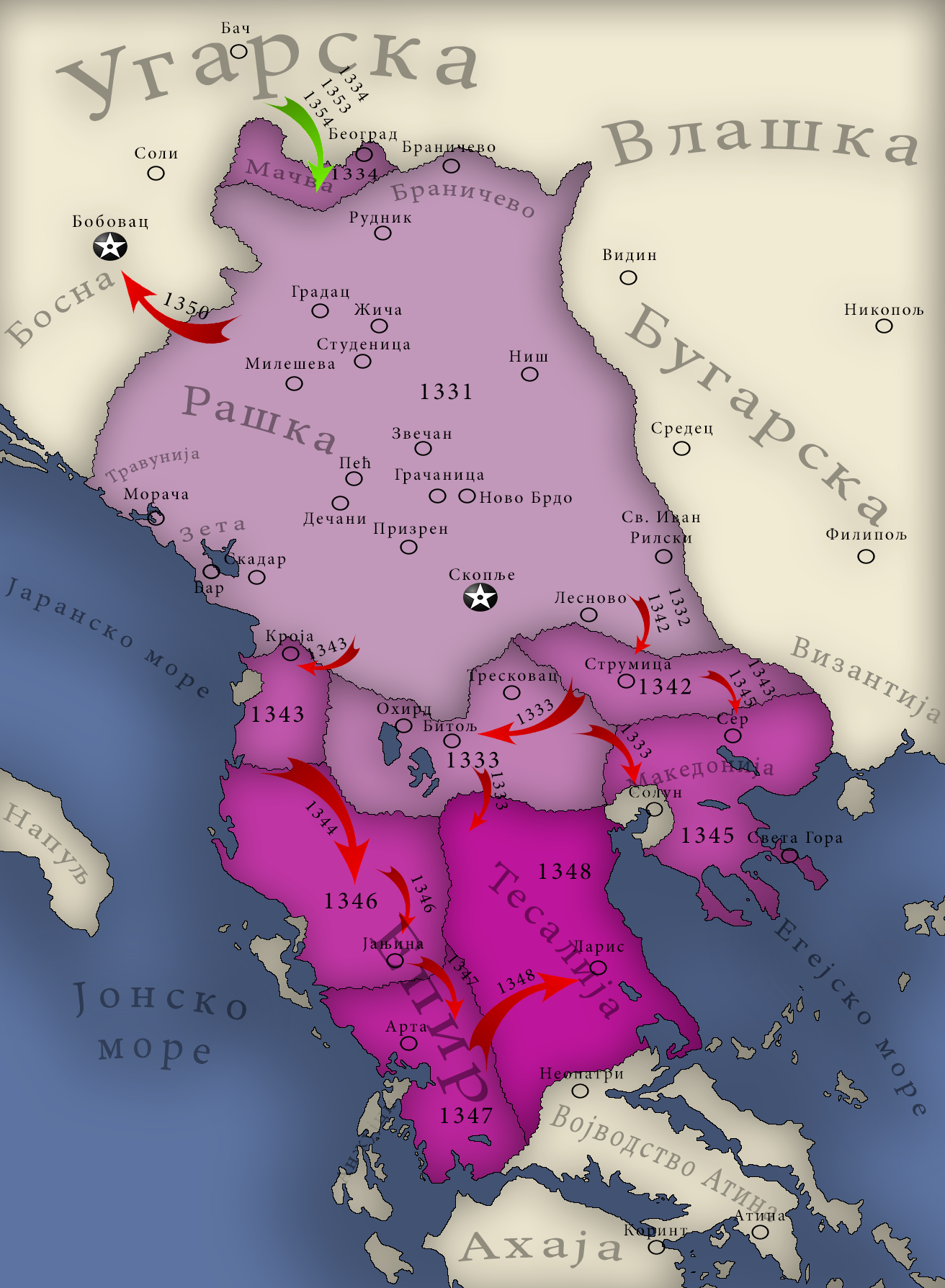
Ekspansja państwa serbskiego na południowe (greckie) terytoria za panowania króla i cara Stefana Duszana (1331–1355).

Serbsko-grecki spór kościelny w latach 1346–1375 – spór kościelny między serbskim Patriarchatem Pećskim a greckim Patriarchatem Konstantynopolitańskim, który rozpoczął się wkrótce po tym, jak wiosną 1346 roku arcybiskupstwo Pećskie zostało podniesione do rangi patriarchatu. Przyczyną sporu były rozbieżności dotyczące godności patriarszej i granic władzy patriarszej na południowych obszarach, przyłączonych do Carstwa Serbskiego za panowania Stefana Duszana. Wkrótce te rozbieżności przerodziły się w otwartą konfrontację, ponieważ patriarcha Konstantynopola Kalikst I potępił serbską hierarchię kościelną, co stało się przyczyną schizmy kościelnej. Pierwsze próby rozwiązania spornych kwestii podjęto w latach 1363 i 1368, a ostateczne i wszechstronne pojednanie kościołów nastąpiło w 1375 roku dzięki staraniom serbskiego księcia Łazarza Hrebeljanowicza i patriarchy Konstantynopola Filoteusza.

## Tło sporu (1346)

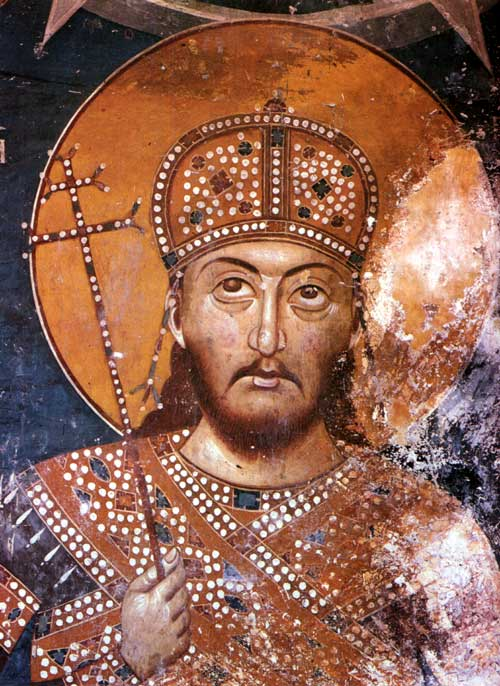
Król i car serbski Stefan Duszan (1331–1355)

Za panowania Stefana Urosza IV Duszana (1331–1355) państwo serbskie znacznie rozszerzyło się na południe Półwyspu Bałkańskiego poprzez podbój posiadłości bizantyjskich. Ponieważ zdobyte ziemie znajdowały się głównie pod jurysdykcją kościelną Patriarchatu Konstantynopolitańskiego, zmiana władzy państwowej pociągnęła za sobą konieczność reorganizacji zarządu kościelnego na przyłączonych terenach. Wiosną 1346 roku na soborze państwowym w Skopje arcybiskup serbski został ogłoszony patriarchą, a sam władca serbski został koronowany na cara. Tym samym ogłoszono powstanie Carstwa Serbskiego i ustanowienie Patriarchatu Serbskiego. Ten krok, podjęty bez zgody cesarza bizantyjskiego i patriarchy konstantynopolitańskiego, stał się początkiem konfliktu serbsko-greckiego dotyczącego prawomocności godności carskiej i patriarszej.

## Otwarty konflikt (1350–1353)

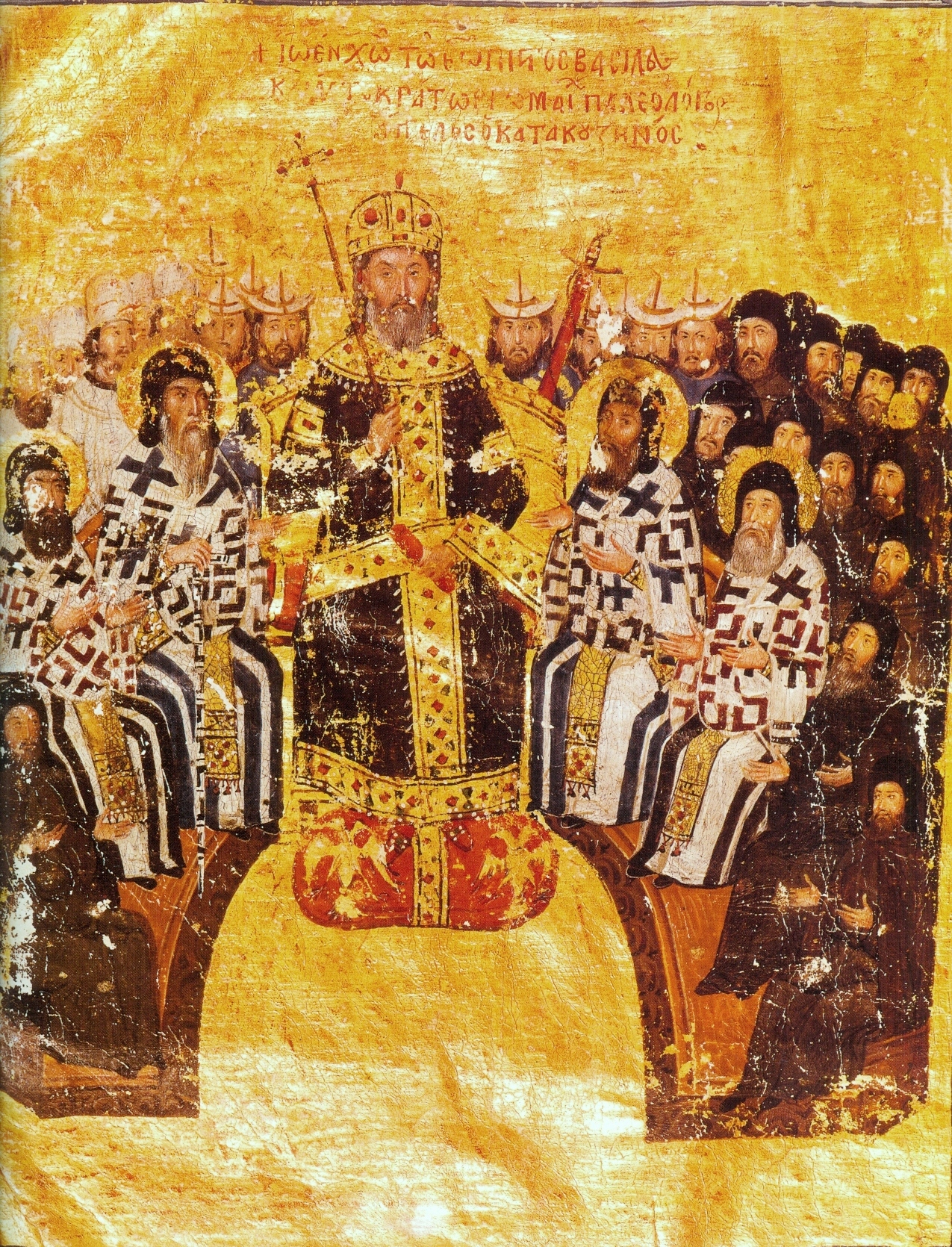
Cesarz bizantyjski Jan VI Kantakuzen (1347–1354)

Po 1346 roku Patriarchat Serbski rozszerzył swoje wpływy na nowo zdobyte tereny południowe, włączając do swojej struktury diecezje w podbitych regionach – Macedonii, Tesalii i Epirze. W odpowiedzi na to nowy patriarcha Konstantynopola Kalikst I (1350–1353) podjął decyzję o oficjalnym potępieniu. Działanie to było zgodne z polityką cesarza bizantyjskiego Jana VI Kantakuzena, mającą na celu osłabienie nowo ustanowionej władzy serbskiej na dawnych ziemiach bizantyjskich. Patriarcha wydał akt o ekskomunice serbskiego władcy i najwyższych serbskich hierarchów kościelnych za uzurpację tytułu carskiego i godności patriarszej, a konkretnie z powodu przejęcia kontroli nad diecezjami Patriarchatu Konstantynopolitańskiego na nowo zdobytych obszarach.
Ponieważ tekst tego aktu nie zachował się do naszych czasów, historycy do dziś spierają się o jego formę i zakres. Istnieją dwa główne stanowiska:
- Zgodnie z pierwszym, chodziło o ekskomunikę polegającą na zakazie wspólnego sprawowania Eucharystii (pozbawienie prawa wspólnego odprawiania liturgii), czyli o zerwanie komunii kościelnej między dwoma Kościołami.
- Zgodnie z drugim, zastosowano pełną ekskomunikę z Kościoła, co implikowało również anatemę – najcięższą karę kościelną, klątwę.

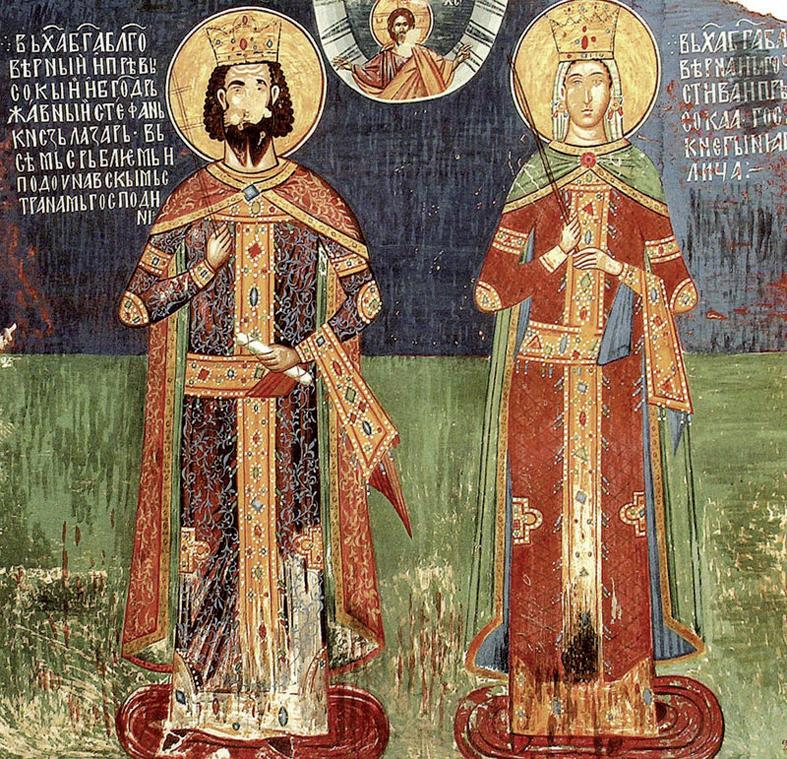
Serbski książę Łazarz i księżna Milica na fresku z monasteru Ljubostinja.

Analiza źródeł historycznych pokazuje, że nigdzie nie ma wzmianki o anatemie nałożonej na serbskiego cara i patriarchę. Zauważa się, że anatema była zazwyczaj stosowana za najcięższe przestępstwa przeciwko wierze, takie jak herezja lub apostazja. Późniejsze dokumenty dotyczące pojednania (1368, 1371, 1375) wskazują, że konflikt serbsko-grecki miał charakter eklezjologiczny (dotyczący nauki o Kościele), a nie dogmatyczny (dotyczący podstaw wiary). W dokumencie patriarchy Konstantynopola Filoteusza z 1371 roku pierwotne potępienie, wydane przez patriarchę Kaliksta, jest wprost nazywane epitymią i ekskomuniką (gr. ἀφορισμός), a nie anatemą. W kontekście tego dokumentu o pojednaniu oznacza to, że kara polegała jedynie na pozbawieniu prawa współcelebracji (zerwaniu komunii eucharystycznej).
Niemniej jednak, opinia o nałożeniu „anatemy” wciąż pojawia się w niektórych pracach naukowych , a zwłaszcza wśród publicystów, którzy twierdzą, że anatema została nałożona nie tylko na serbskiego cara i najwyższe duchowieństwo, ale także na całe serbskie duchowieństwo i cały naród serbski.

## Pierwsze kroki ku pojednaniu (1363–1371)
W związku z narastającym zagrożeniem tureckim cesarz bizantyjski Jan V Paleolog w 1363 roku postanowił rozpocząć negocjacje z Serbią, co obejmowało również poszukiwanie dróg rozwiązania sporów kościelnych. Z tej okazji patriarcha Kalikst I osobiście przybył do miasta Seres, gdzie został powitany przez serbską carycę Helenę, która zarządzała regionem Seres jako wdowa po carze Stefanie Duszanie i matka ówczesnego cara serbskiego Stefana Urosza V (1355–1371). Pomimo uroczystego przyjęcia, negocjacje nie zostały zakończone z powodu nagłej śmierci Kaliksta. Serbsko-greckie rozmowy zostały wznowione w 1368 roku, kiedy despota Jan Ugljesza osiągnął częściowe porozumienie z Patriarchatem Konstantynopolitańskim. Oficjalne potwierdzenie tego nastąpiło w 1371 roku, kiedy uznano jurysdykcję patriarchy konstantynopolitańskiego nad diecezjami regionu Seres .

## Ostateczne pojednanie (1375)
Serbsko-grecki spór kościelny został zakończony w 1375 roku dzięki staraniom księcia Łazarza Hrebeljanovicia, władcy Serbii Morawskiej, który wysłał delegację do Konstantynopola w celu negocjacji z patriarchą konstantynopolitańskim Filoteuszem. Negocjacje zakończyły się sukcesem, w dużej mierze dzięki mnichowi ze Świętej Góry Atos Izajaszowi. Strona serbska zrezygnowała z dalszych roszczeń do południowych diecezji, a strona grecka odwołała wcześniejsze potępienie, uznając rangę patriarszą Serbskiego Kościoła Prawosławnego. Przedstawiciele Patriarchatu Konstantynopolitańskiego przybyli następnie do Serbii, odwiedzając również Prizren, gdzie nad grobem cara Stefana Duszana w monasterze Świętych Archaniołów została odczytana karta patriarchy konstantynopolitańskiego Filoteusza, unieważniająca dawne potępienia. Tym aktem położono kres serbsko-greckiemu sporowi kościelnemu.

## Literatura
- Анатема или савез – однос Византиског царства према Српској цркви у свјетлости једног извора из 1367. године. W: Борис Ж. Бабић: Осам вијекова светосавља у Херцеговини: Зборник радова. Гацко: Просвјета, 2020, s. 126—139.
- Фрањо Баришић. О измирењу српске и византијске цркве 1375. „Зборник радова Византолошког института”. 21, s. 159—182, 1982.
- Измирење српске и византијске цркве. W: Димитрије Богдановић: О кнезу Лазару. Крушевац: Народни музеј, 1975, s. 81—91.
- Оживљавање немањићких традиција. W: Димитрије Богдановић: Историја српског народа. T. 2. Београд: Српска књижевна задруга, 1982, s. 7—20.
- О проклєти христіанскомь: Analiza člana 5. Dušanovog zakonika. W: Nina Kršljanin: Zbornik radova 1700 godina Milanskog edikta. Niš: Pravni fakultet, 2013, s. 309—322.
- Сања Мешановић. Још једном о Калистовој анатеми. „Зборник радова Византолошког института”. 29—30, s. 221—232, 1991.
- Георгије Острогорски: Серска област после Душанове смрти. Београд: Научно дело, 1965.
- Миодраг М. Петровић. Повеља-писмо деспота Јована Угљеше из 1368. године о измирењу српске и цариградске цркве у светлости номоканонских прописа. „Историјски часопис”. 25—26 (1978—1979), s. 29—51, 1979.
- Радомир В. Поповић. Црквенополитичке прилике у Србији пред Косовску битку 1389. године. „Богословље: Орган Православног богословског факултета у Београду”. 47 (1—2), s. 10—21, 1989. [dostęp 2021-05-18]. [zarchiwizowane z adresu].
- Предраг Пузовић: Кратка историја Српске православне цркве (1219—2000). Крагујевац: Каленић, 2000. Brak numerów stron w książce[martwy link]
- Предраг Пузовић: Српска патријаршија: Историја Српске православне цркве. Нови Сад: Православна реч, 2010. Brak numerów stron w książce
- Радивој Радић: Време Јована V Палеолога (1332—1391). Београд: Византолошки институт, 1993.
- Ђоко М. Слијепчевић: Историја Српске православне цркве. T. 1. Минхен: Искра, 1962. Brak numerów stron w książce
- Александар Соловјев, Владимир Мошин: Грчке повеље српских владара. Београд: Српска краљевска академија, 1936. Brak numerów stron w książce
- Освајања и одолевања: Душанова политика 1346—1355. W: Сима Ћирковић, Раде Михаљчић: Историја српског народа. T. 1. Београд: Српска књижевна задруга, 1981, s. 541—556.